# Роудон-Гастингс, Фрэнсис
Фрэнсис Эдвард Роудон-Гастингс (англ. Francis Edward Rawdon-Hastings), 1-й маркиз Гастингс (9 декабря 1754 — 28 ноября 1826) — ирландско-британский политик и военный деятель, генерал-губернатор Индии с 1813 по 1823 год. Он взял дополнительную фамилию Гастингс в 1790 году в соответствии с волей своего дяди по материнской линии — Фрэнсиса Гастингса, 10-го графа Хантингдона. Именовался как Фрэнсис Роудон с рождения до 1762 года и лорд Роудон между 1762 и 1783 годами, граф Мойра в 1793—1816 годах.

## Ранние годы
Гастингс родился в деревне Мойра, графство Даун, в семье Джона Роудона, 1-го графа Мойра, и его жены Элизабет, 13-й баронессы Гастингс. Он рос там, а затем в Дублине, Ирландия. Он вступил в Британскую армию 7 августа 1771 года как энсин в 15-й пехотный полк (действующая ставка была 200 фунтов стерлингов). Он учился в школе Гарроу и поступил затем в Университетский колледж в Оксфорде, но затем бросил его. Там он успел подружиться с Б. Тарлтоном. Со своим дядей, лордом Хантингтоном, он отправился в гран-тур. 20 октября 1773 года он был повышен до звания лейтенанта 5-го пехотного полка. Он вернулся в Англию, чтобы присоединиться к своему полку, и отплыл в Америку 7 мая 1774 года.
В мае 1789 года он был секундантом герцога Йоркского в его дуэли с подполковником Ленноксом на Уимблдон Коммон.

## Американская война за независимость и Европа
Гастингс участвовал в сражении при Банкер-Хилле в 1775 году и других битвах до 1781 года, стал подполковником и генерал-адъютантом в 1778 году. Во время возвращения в Англию в 1781 году был взят в плен французами, но затем обменян. В 1783 году он получил титул барона Роудона, в том же году выступил против индийского билля Ч. Дж. Фокса. В 1790 году взял дополнительное имя Гастингс, в 1793 году наследовал титул графа Мойра, командовал подкреплениями во Фландрии, с 1798 года — генерал-лейтенант. Далее Гастингс некоторое время занимался политикой.

## Генерал-губернатор Индии
Под влиянием принца-регента Мойра был назначен 11 ноября 1812 года генерал-губернатором Индии. Его пребывание на посту генерал-губернатора запомнилось прежде всего победой в войне с гуркхами (1814—1816), окончательным завоеванием маратхов в 1818 году и приобретением острова Сингапур в 1819 году.
Вследствие задержки со вступлением в должность он прибыл в Мадрас 11 сентября 1813 года. Уже в октябре он поселился в Калькутте. Под его командованием находилась армия из 15 000 британских солдат, Бенгальская армия из 27 полков туземной пехоты и 8 полков кавалерии, Мадрасская армия, возглавляемая генералом Джоном Эберкромби, из 24 полков туземной пехоты и 8 полков туземной кавалерии.

### Война с гуркхами
В мае 1813 года гуркхами была объявлена война. Гастингс отправил четыре дивизии: генерала Беннета Марли с 8000 человек против Катманду, генерала Джона Салливана Вуда с 4000 человек против Бутвала, генерала сэра Дэвида Октерлони с 10 000 человек против Амар Сингха Тхапы, а генерала Роберта Ролло Гиллеспи с 3500 человек против Нахана, Шринагара и Гархвала. Успех сопутствовал только Октерлони, Гиллеспи был убит. После безрезультатных переговоров Гастингс увеличил численность подразделения Октерлони до 20 000 человек, который одержал победу в битве при Макванпуре 28 февраля 1816 года. После заключения Сугаульского договора война была прекращена.

### Третья англо-маратхская война
После набегов пиндари в январе 1817 года Гастингс повёл войска на север, на юг была отправлена армия Декана под командованием генерала сэра Томаса Хислопа. Пешва потерпел поражение от Уильяма Фуллартона Эльфинстона у Пуны. Аппа Сахиб потерпел поражение в битве у Нагпура. Хислоп одержал победу над Холкаром в битве при Махидпуре.
Внутренняя политика Гастингса в Индии также была весьма успешной, к примеру, был произведён ремонт могольской канальной системы в Дели в 1820 году наряду с административными и образовательными реформами. Он подтвердил приобретение острова Сингапур у султана Джахора сэром Стэмфордом Раффлзом в январе 1819 года.
В 1824 году он был назначен губернатором Мальты. Он умер в море двумя годами позже недалеко от Неаполя, на борту HMS Revenge.